# Ana Cristina (cantante)
Ana Cristina (Miami; 2 de junio de 1985), es una cantante cubano-estadounidense de pop.
Es la primera persona hispana en cantar el himno nacional estadounidense en una inauguración presidencial.

## Biografía
En la década de los 70's, sus padres cubanos y sus abuelos asturianos migraron desde La Habana para radicarse en Miami.
Desde los cinco años de edad empezó a estudiar para llegar a ser cantante profesional.
Aprendió a tocar el piano y la guitarra.
Según un sitio web en español, posee un registro de ocho octavas (aunque no se aportan evidencias, videos, audios, etc.). Otro sitio web, en inglés, afirma que posee un registro de seis octavas. Un tercer sitio, en español, le adjudica cinco octavas de tesitura.
En el año 2000, a la edad de 15 años, fue contratada por la empresa discográfica Sony Discos.
Ha trabajado con diversos productores y compositores musicales entre los que se encuentran
Rudy Pérez,
Emilio Estefan,
Kike Santander,
Estéfano,
Jorge Luis Piloto y
Manny Benito.
Su álbum debut de estudio homónimo en español, se tituló Ana Cristina (2003). Contiene las canciones A un paso de mi amor y Tan solo son palabras. Este cedé tuvo un enorme éxito en Puerto Rico y una nominación para el premio Lo Nuestro, en la categoría «nueva artista del año».
Habla fluidamente inglés y español, su próximo disco contendrá solo canciones en idioma inglés.
Ana Cristina fue elegida entre cientos de aspirantes para cantar el Star Spangled Banner (el himno nacional de Estados Unidos) en la ceremonia de investidura del presidente George W. Bush, en Washington DC, el 20 de enero de 2005. Así, a los 19 años de edad, representó a todos los latinos de Estados Unidos en un evento que fue retransmitido a nivel nacional e internacional.
Allí se codeó con artistas como Patti Labelle y Lyle Lovett.
El 6 de octubre de 2006 cantó en un show privado en la Casa Blanca, en honor al Mes de la Herencia Hispánica.
Durante la Copa Mundial de Fútbol 2006, Ana Cristina fue seleccionada por la Cadena Univisión para cantar uno de los principales temas promocionales del evento deportivo, titulado You can change the world.
En 2008, la discográfica True Gift Records lanzó su segundo disco, Time.
En 2011 ganó la competencia Miss South Florida USA 2011.
Compone sus canciones con la guitarra y el piano.